# E.M.U
E.M.U（エム）は、緑川光・神奈延年（当時は「林延年」）・置鮎龍太郎・石川英郎・阪口大助の5人による声優ユニット。

## 概要
「Entertainment Music Unit」の略で、有栖川ケイ原作による少女漫画「卒業M」の声優で構成するボーカルグループ。キャラクターソングとしてリリースした作品は『卒業M（M）』名義とされる。1995年に結成され、CDリリースの他、ライブ、イベント、ラジオのパーソナリティなどメディアミックス展開し、2000年の作品終了と同時に解散した。
「卒業M」のキャラクター5人がバンドを組むという初期設定があったため、1stライブでは各キャラクターが担当する楽器で演奏している。しかし、ライブでのパフォーマンスは全てアテ振りで、実際に演奏はしていなかった事を後に明かしている。担当楽器は緑川がベース、置鮎・神奈がギター、石川がドラム、阪口がキーボードである。なお、バンド内ではキャラクターと同様に置鮎が名目上リーダーとなっていたが、実際はバンド経験のある神奈がリードしていた。
初期のライブでは5人がアイドルのように振りつきで歌を披露していた。ダンスのレッスン後、メンバー達はファミレスでレッスン中に撮影した自分たちのダンスを見て、互いにアドバイスをしていたという。ちなみに、ダンスはジャニーズの指導も担当した人物による本格的なものだった。しかし、メンバーのレベルに合わせるため、振り付けが徐々に簡単になっていったと後にメンバーによって語られている。
メンバー全員の所属事務所が青二プロダクションということもあってか、メンバー同士の仲は良く、特に最年少の阪口はマスコット（おもちゃ?）としてメンバーに可愛がられた。また、グループ内では緑川が「ボケ大王」と呼ばれるほどボケキャラとして活躍。グループ内の内輪ネタを数多く生み出した張本人でもある事等が、当時のラジオ番組や多数のインタビュー記事からも窺える。
解散後も緑川・神奈（林）は「零・不死鳥」、置鮎・石川は他の仲のいい声優と「Tea-Cups」というユニットを組んだり、個人のイベントにゲストとして招かれたりしているようである。
2008年9月21日の神奈延年単独ライブツアー『NOBUTOSHI CANNA Live 2008 〜イケてる☆のぶキック!!〜』東京公演にて、シークレットゲストとしてメンバー全員が登場した。解散後、5人全員が揃ってファンの前に立ったのはこれが初となった。

## 作品

### CD

#### シングル
- 『僕たちの方程式（こたえ）〜rule〜』
- 『Mountain』
- 『PhantoM』
- 『オレ達の卒業』（『夢の続きを探して』と両A面）

M名義
- 『ハートは高気圧』
- 『夢の続きを探して』（『オレ達の卒業』と両A面）
- 卒業Mキャラクターズスペシャル
  - 『ラストダンス』
  - 『もっと遠くまで』（新井透吾）
  - 『Brilliant Future』（高城紫門）
  - 『Hey-Hey Bomb-Bomb』（中本翔）
  - 『損して得取れ』（加藤勇祐）
  - 『裸足のRainy Day』（志村未希麿）

#### アルバム
- 『Girl』
- 『=（イコール）』
- 『Smile a Go Go!』
- 『Equal Live Tour』
- 『E.M.U THE REMIX』
- 『E.M.U THE BEST』
- 『オレ達の卒業』
- 『E.M.U MEMORIAL BOX』

M名義
- 『Love Song Collection』
- 『Song Collection』

### 映像
- 『First Live』
- 『Equal Live Tour』
- 『Tour Making Special』
- 『Another Side of E.M.U』
- 『オレ達の卒業式』
- 『Thank You』

### その他
- E.M.U MEMORIAL COLLECTION PHOTO&ESSAY BOOK
- E.M.U SONG BOOK（楽譜集）